# Olympische Sommerspiele 1964/Reiten
Bei den XVI. Olympischen Sommerspielen 1964 in Tokio fanden sechs Wettbewerbe im Reiten statt. 

## Austragungsstätten
Die Reitsportwettbewerbe waren bei den Sommerspielen 1964 auf drei Austragungsorte verteilt. Die Prüfungen der Military (Vielseitigkeit) fanden 130 km entfernt von Tokio, in Karuizawa in der Präfektur Nagano, statt.
Die Dressur wurde im Baji Kōen in Tokios Bezirk Setagaya ausgerichtet. Hierfür wurde ein inmitten der Rennbahn gelegener Poloplatz zum Dressurstadion umgewandelt. Die Springreiter waren im Nationalstadion von Tokio am Start.

## Dressur

### Einzel
| Platz | Land | Reiter und Pferd                | Punkte |
| ----- | ---- | ------------------------------- | ------ |
| 1     | SUI  | Henri Chammartin auf „Woermann“ | 1504   |
| 2     | EUA  | Harry Boldt auf „Remus“         | 1503   |
| 3     | URS  | Sergei Filatow auf „Absent“     | 1486   |

Weitere Ergebnisse der deutschen Reiter:

5. Josef Neckermann auf „Antoinette“

6. Reiner Klimke auf „Dux“

### Mannschaft
| Platz | Land | Reiter und Pferde                                                                           | Punkte |
| ----- | ---- | ------------------------------------------------------------------------------------------- | ------ |
| 1     | EUA  | Harry Boldt auf „Remus“ Reiner Klimke auf „Dux“ Josef Neckermann auf „Antoinette“           | 2558   |
| 2     | SUI  | Henri Chammartin auf „Woermann“ Gustav Fischer auf „Wald“ Marianne Gossweiler auf „Stephan“ | 2526   |
| 3     | URS  | Sergei Filatow auf „Absent“ Iwan Kisimow „Ichor“ Iwan Kalita auf „Moar“                     | 2311   |

## Springreiten

### Einzel
| Platz | Land | Reiter und Pferd                          | Strafpunkte |
| ----- | ---- | ----------------------------------------- | ----------- |
| 1     | FRA  | Pierre Jonquères d’Oriola auf „Lutteur B“ | 9           |
| 2     | EUA  | Hermann Schridde auf „Dozent II“          | 13,75       |
| 3     | GBR  | Peter Robeson auf „Firecrest“             | 16          |

Weitere Ergebnisse der deutschen Reiter:

8. Kurt Jarasinski auf „Torro“

16. Hans Günter Winkler auf „Fidelitas“

### Mannschaft
| Platz | Land | Reiter und Pferde                                                                                             | Strafpunkte |
| ----- | ---- | --- | ----------- |
| 1     | EUA  | Kurt Jarasinski auf „Toro“ Hermann Schridde auf „Dozent II“ Hans Günter Winkler auf „Fidelitas“               | 68,5        |
| 2     | FRA  | Pierre Jonquères d’Oriola auf „Lutteur B“ Guy Lefrant auf „Monsieur de Littry“ Janou Lefèbvre auf „Kernavo D“ | 77,75       |
| 3     | ITA  | Piero D’Inzeo auf „Sunbeam“ Raimondo D’Inzeo auf „Posillipo“ Graziano Mancinelli auf „Rockette“               | 88,85       |

## Vielseitigkeit

### Einzel
| Platz | Land | Reiter und Pferd              | Punkte |
| ----- | ---- | ----------------------------- | ------ |
| 1     | ITA  | Mauro Checcoli „Surbean“      | 64,4   |
| 2     | ARG  | Carlos Moratorio auf „Chalan“ | 56,4   |
| 3     | EUA  | Fritz Ligges auf „Donkosak“   | 49,2   |

Weitere Ergebnisse der deutschen Reiter:

6. Horst Karsten auf „Condora“

20. Gerhard Schulz auf „Balca“

25. Karl-Heinz Fuhrmann auf „Mohamet“

### Mannschaft
| Platz | Land | Reiter und Pferde                                                                                   | Punkte |
| ----- | ---- | --------------------------------------------------------------------------------------------------- | ------ |
| 1     | ITA  | Paolo Angioni auf „King“ Mauro Checcoli auf „Surbean“ Giuseppe Ravano auf „Royal Love“              | 85,5   |
| 2     | USA  | Kevin Freeman auf „Gallopade“ Michael Page auf „Grasshopper“ John Michael Plumb auf „Bold Minstrel“ | 65,86  |
| 3     | EUA  | Horst Karsten auf „Condora“ Fritz Ligges auf „Donkosak“ Gerhard Schulz auf „Balca“                  | 56,73  |